# 12363 Марінмаре
12363 Марінмаре (12363 Marinmarais) — астероїд головного поясу, відкритий 9 жовтня 1993 року.
Тіссеранів параметр щодо Юпітера — 3,190.